# Педжида
Педжида (рум. Păgida) — село у повіті Алба в Румунії. Адміністративно підпорядковане місту Аюд.
Село розташоване на відстані 280 км на північний захід від Бухареста, 32 км на північний схід від Алба-Юлії, 49 км на південь від Клуж-Напоки.

## Населення
За даними перепису населення 2002 року у селі проживали 126 осіб, усі — румуни. Усі жителі села рідною мовою назвали румунську.